# David Newman (compositeur)
Pour les articles homonymes, voir David Newman et Newman.
David Newman est un compositeur américain, né le 11 mars 1954 à Los Angeles (Californie).

## Biographie
Sa famille compte de nombreux compositeurs. Il est le fils d'Alfred Newman, le frère de Thomas Newman, le neveu d'Emil Newman et Lionel Newman, le cousin de Randy Newman et Joey Newman.
Il est marié avec Krystyna Newman avec qui il a eu un enfant.
Il a composé une nouvelle musique pour le film L'Aurore de Friedrich Wilhelm Murnau, sorti en 1927.

## Filmographie

### Cinéma

#### Longs métrages

##### Années 1980
- 1986 : Critters de Stephen Herek
- 1986 : La Prison des sévices (Vendetta) de Bruce Logan
- 1987 : The Kindred de Stephen Carpenter et Jeffrey Obrow
- 1987 : My Demon Lover de Charlie Loventhal
- 1987 : Malone, un tueur en enfer (Malone) de Harley Cokeliss
- 1987 : Le Petit Grille-pain courageux (The Brave Little Toaster) de Jerry Rees
- 1987 : Balance maman hors du train (Throw Momma from the Train) de Danny DeVito
- 1989 : Fatal Games (Heathers) de Michael Lehmann
- 1989 : L'Excellente Aventure de Bill et Ted (Bill & Ted's Excellent Adventure) de Stephen Herek
- 1989 : Désorganisation de malfaiteurs (Disorganized Crime) de Jim Kouf
- 1989 : Little Monsters de Richard Greenberg
- 1989 : Gross Anatomy de Thom Eberhardt
- 1989 : La Guerre des Rose (The War of the Roses) de Danny DeVito

##### Années 1990
- 1990 : Madhouse de Tom Ropelewski
- 1990 : Fire Birds de David Green
- 1990 : Premiers pas dans la mafia (The Freshman) de Andrew Bergman
- 1990 : La Bande à Picsou, le film : Le Trésor de la lampe perdue (DuckTales the Movie : Treasure of the Lost Lamp) de Gaëtan et Paul Brizzi, Bob Hathcock, Clive Pallant, Mathias Marcos Rodric et Vincent Woodcock
- 1990 : Monsieur Destinée (Mr. Destiny) de James Orr
- 1991 : Meet the Applegates (en) de Michael Lehmann
- 1991 : La Chanteuse et le Milliardaire (The Marrying Man) de Jerry Rees
- 1991 : Talent for the Game de Robert M. Young
- 1991 : Michael and Mickey de Jerry Rees
- 1991 : Panique chez les Crandell (Don't Tell Mom the Babysitter's Dead) de Stephen Herek
- 1991 : Les Folles Aventures de Bill et Ted (Bill & Ted's Bogus Journey) de Peter Hewitt
- 1991 : Homère le roi des cabots (Rover Dangerfield) de Jim George et Bob Seeley
- 1991 : Le rocher de l'Apocalypse (The Runestone) de Willard Carroll
- 1991 : Paradise de Mary Agnes Donoghue
- 1991 : Larry le liquidateur (Other People's Money) de Norman Jewison
- 1992 : Lune de miel à Las Vegas (Honeymoon in Vegas) de Andrew Bergman
- 1992 : Les Petits Champions (The Mighty Ducks) de Stephen Herek
- 1992 : That Night de Craig Bolotin
- 1992 : Hoffa de Danny DeVito
- 1993 : Le Gang des champions (The Sandlot) de David M. Evans
- 1993 : Coneheads de Steve Barron
- 1993 : Pas de vacances pour les Blues (Undercover Blues) de Herbert Ross
- 1994 : Un joueur à la hauteur (The Air Up There) de Paul Michael Glaser
- 1994 : My Father, ce héros (My Father the Hero) de Steve Miner
- 1994 : Les Pierrafeu (The Flintstones) de Brian Levant
- 1994 : Deux Cow-boys à New York (The Cowboy Way) de Gregg Champion
- 1994 : Les Complices (I Love Trouble) de Charles Shyer
- 1994 : Corrina, Corrina de Jessie Nelson (non crédité)
- 1995 : Avec ou sans hommes (Boys on the Side) de Herbert Ross
- 1995 : Le Courage d'un con (Tommy Boy) de Peter Segal
- 1995 : Opération Dumbo Drop (Operation Dumbo Drop) de Simon Wincer
- 1996 : Le Souffre-douleur (Big Bully) de Steve Miner
- 1996 : Le Fantôme du Bengale (The Phantom)  de Simon Wincer
- 1996 : Le Professeur Foldingue (The Nutty Professor) de Tom Shadyac
- 1996 : Matilda de Danny DeVito
- 1996 : La Course au jouet (Jingle All the Way) de Brian Levant
- 1997 : La Croisière aventureuse (Out to Sea) de Martha Coolidge
- 1997 : Anastasia de Don Bluth et Gary Goldman
- 1999 : College Attitude (Never been kissed) de Raja Gosnell
- 1999 : Bowfinger, roi d'Hollywood (Bowfinger) de Frank Oz
- 1999 : Bangkok, aller simple (Brokedown Palace) de Jonathan Kaplan
- 1999 : Galaxy Quest de Dean Parisot

##### Années 2000
- 2000 : Les Pierrafeu à Rock Vegas (The Flintstones in Viva Rock Vegas) de Brian Levant
- 2000 : La Famille foldingue (Nutty Professor II: The Klumps) de Peter Segal
- 2000 : Duos d'un jour (Duets) de Bruce Paltrow
- 2000 : Endiablé (Bedazzled) de Harold Ramis
- 2000 : 102 Dalmatiens (102 Dalmatians) de Kevin Lima
- 2001 : Docteur Dolittle 2 (Doctor Dolittle 2) de Steve Carr
- 2001 : L'Affaire du collier (The Affair of the Necklace) de Charles Shyer
- 2002 : Crève, Smoochy, crève ! (Death to Smoochy) de Danny DeVito
- 2002 : L'Âge de glace (Ice Age) de Chris Wedge et Carlos Saldanha
- 2002 : 7 jours et une vie (Life or Something Like It) de Stephen Herek
- 2002 : Scooby-Doo de Raja Gosnell
- 2003 : Comment se faire larguer en dix leçons (How to Lose a Guy in 10 Days) de Donald Petrie
- 2003 : École paternelle (Daddy Day Care) de Steve Carr
- 2003 : Un duplex pour trois (Duplex) de Danny DeVito
- 2003 : Le Chat chapeauté (The Cat in the Hat) de Bo Welch
- 2004 : Scooby-Doo 2 : Les monstres se déchaînent (Scooby-Doo 2: Monsters Unleashed) de Raja Gosnell
- 2005 : On arrive quand ? (Are We There Yet?) de Brian Levant
- 2005 : Garde rapprochée (Man of the House) de Stephen Herek
- 2005 : Sa mère ou moi ! (Monster-in-Law) de Robert Luketic
- 2005 : Serenity de Joss Whedon
- 2007 : Norbit de Brian Robbins
- 2008 : Le Retour de Roscoe Jenkins (Welcome Home, Roscoe Jenkins) de Malcolm D. Lee
- 2008 : The Spirit de Frank Miller
- 2009 : Vacances à la grecque (My Life in Ruins) de Donald Petrie
- 2009 : Alvin et les Chipmunks 2 (Alvin and the Chipmunks: The Squeakquel) de Betty Thomas

##### Années 2010
- 2010 : Crazy on the Outside de Tim Allen
- 2010 : Kung Fu Nanny (The Spy Next Door) de Brian Levant
- 2010 : Animaux et Cie (Konferenz der Tiere) de Reinhard Klooss et Holger Tappe
- 2011 : Big Mamma : De père en fils (Big Mommas: Like Father, Like Son) de John Whitesell
- 2013 : Tarzan de Reinhard Klooss
- 2014 : Mauvaises Fréquentations (Behaving Badly) de Tim Garrick
- 2014 : Ruth et Alex (5 Flights Up) de Richard Loncraine
- 2014 : Teach Me Love (Some Kind of Beautiful)  de Tom Vaughan
- 2016 : Army of One de Larry Charles
- 2017 : Girls Trip de Malcolm D. Lee
- 2017 : Naked de Michael Tiddes
- 2018 : Back to school (Night School) de Malcolm D. Lee
- 2019 : Pets United: L'union fait la force (Pets United) de Reinhard Klooss

##### Années 2020
- 2020 : West Side Story de Steven Spielberg

#### Courts métrages
- 1984 : Frankenweenie de Tim Burton
- 1989 : Back to Neverland de Jerry Rees
- 1989 : Cranium Command de Gary Trousdale et Kirk Wise
- 1990 : Flower Planet de Mark Kirkland
- 1992 : The Itsy Bitsy Spider de Matthew O'Callaghan
- 1998 : 1001 Nights de Mike Smith

### Télévision

#### Séries télévisées
- 1986 : Faerie Tale Theatre (épisode Aladdin and His Wonderful Lamp de Tim Burton)
- 1987 : Histoires fantastiques (Amazing Stories), épisode Such Interesting Neighbors de Charles Graham Baker
- 1989 : Les Contes de la crypte (Tales from the Crypt), épisode The Thing from the Grave de Fred Dekker
- 1998 : Cartoon Sushi, épisode #1.10, segment Chunks of Life

#### Téléfilms
- 2000 : Spotlight on Location: Nutty Professor II: The Klumps
- 2001 : The Flamingo Rising de Martha Coolidge
- 2006 : The Making of 'Anastasia'
- 2009 : Scooby-Doo : Le mystère commence (Scooby Doo! The Mystery Begins) de Brian Levant
- 2010 : Scooby-Doo et le Monstre du lac (Scooby-Doo! Curse of the Lake Monster) de Brian Levant
- 2012 : A Christmas Story 2 de Brian Levant (vidéo)

## Récompenses et nominations

### Récompenses
- BMI Film and TV Awards
  - 1988 : Throw Momma from the Train
  - 1990 : The War of the Roses
  - 1995 : The Flintstones
  - 1997 : The Nutty Professor
  - 2001 : Nutty Professor II: The Klumps
  - 2002 : Dr Dolittle 2
  - 2002 : Scooby-Doo
  - 2002 : Ice Age
  - 2004 : The Cat in the Hat
  - 2004 : Daddy Day Care
  - 2003 : How to Lose a Guy in 10 Days
  - 2005 : Are We There Yet?

### Nominations
- 1998 : Satellite Awards pour Anastasia
- 1998 : Annie Awards pour Anastasia
- 1998 : Oscars du cinéma pour Anastasia
- 2002 : Saturn Award pour Galaxy Quest
- 2002 : Annie Awards pour L'Âge de glace